# 3777 McCauley
3777 McCauley este un asteroid din centura principală, descoperit pe 5 mai 1981 de Carolyn Shoemaker.